# Ege Özkayımoğlu
Ege Özkayımoğlu (* 18. Juli 2001 in Izmir) ist ein türkischer Fußballspieler.

## Karriere

### Verein
Özkayımoğlu begann mit dem Vereinsfußball in der Jugend von Göztepe Izmir und erhielt hier im Sommer 2019 einen Profivertrag. Sein Profidebüt gab er dabei am 15. September 2019 bei der Erstligabegegnung gegen Çaykur Rizespor .

### Nationalmannschaft
Özkayımoğlu fiel den Nationaltrainern der türkischen U-19 auf und absolvierte für die U-19 2019 sechs Begegnungen.